# هيجة الرمث (طور الباحة)

تعديل مصدري - تعديل

هيجة الرمث هي إحدى قرى عزلة طور الباحة بمديرية طور الباحة التابعة لمحافظة لحج، بلغ تعداد سكانها 44 نسمة حسب تعداد اليمن لعام 2004.